# Acantheis
Acantheis is een geslacht van spinnen uit de  familie van de Ctenidae (kamspinnen).

## Soorten
- Acantheis boetonensis (Strand, 1913)
- Acantheis celer (Simon, 1897)
- Acantheis dimidiatus (Thorell, 1890)
- Acantheis indicus Gravely, 1931
- Acantheis laetus (Thorell, 1890)
- Acantheis longiventris Simon, 1897
- Acantheis nipponicus Ono, 2008
- Acantheis oreus (Simon, 1901)
- Acantheis variatus (Thorell, 1890)